# Frederick Sargent
Frederick Sargent (* 1920; † 1980) war ein Biometeorologe.
Sargent schloss 1942 am Massachusetts Institute of Technology sein Meteorologiestudium, und 1947 sein Medizinstudium an der Boston University ab. 1956 wurde er erster Präsident der International Society of Biometeorology.
Sargents bekannteste Schrift ist Human ecology von 1974.